# Droga wojewódzka nr 406
Droga wojewódzka nr 406 (DW406) – droga wojewódzka o długości 20,5 km, leżąca na obszarze województwa opolskiego. Trasa ta łączy Nysę z Włostową (DW405). Droga leży na terenie powiatu nyskiego. 

## Miejscowości leżące przy trasie DW406
- Nysa (DK46)
- Rusocin
- Piątkowice
- Jasienica Dolna
- Budzieszowice
- Wierzbie
- Włostowa (DW405)